# Водоспади Львівської області
| Назва                       | Район              | Координати                                                                      | Висота  | Короткі відомості | Фотографія |
| --------------------------- | ------------------ | ------------------------------------------------------------------------------- | ------- | --- | ---------- |
| Бориславський               | Дрогобицький район | 49°16′36″ пн. ш. 23°24′18″ сх. д. / 49.27667° пн. ш. 23.40500° сх. д.           | 2 м     | На річці Тисмениця, в межах м. Борислав. Легкодоступний, маловідомий.                                                                                         |            |
| Гуркало                     | Сколівський район  | 49°5′3″ пн. ш. 23°28′20″ сх. д. / 49.08417° пн. ш. 23.47222° сх. д.             | 5 м     | На річці Велика Річка (притока Стрию). Легкодоступний, популярний туристичний об'єкт.                                                                         |            |
| Гуркало Мале                | Сколівський район  | 49°04′33.3″ пн. ш. 23°27′24.2″ сх. д. / 49.075917° пн. ш. 23.456722° сх. д.     | 2,5 м   | На річці Велика Річка (притока Стрию). Легкодоступний, маловідомий.                                                                                           |            |
| Дзюрчик                     | Сколівський район  | 49°00′26.24″ пн. ш. 23°33′53.44″ сх. д. / 49.0072889° пн. ш. 23.5648444° сх. д. | 3,5 м   | На безіменному потоці в с. Кам'янка. Легкодоступний, маловідомий.                                                                                             |            |
| Залотом'ятий (Золотом'ятий) | Сколівський район  | 49°0′21.23″ пн. ш. 23°34′45.83″ сх. д. / 49.0058972° пн. ш. 23.5793972° сх. д.  | 1,5 м   | На потоці Залотом'ятий (притока річки Кам'янки). Легкодоступний, маловідомий.                                                                                 |            |
| Кам'янський                 | Сколівський район  | 49°2′1″ пн. ш. 23°33′51″ сх. д. / 49.03361° пн. ш. 23.56417° сх. д.             | 7 м     | На річці Кам'янка (притока Опору). Легкодоступний, популярний туристичний об'єкт.                                                                             |            |
| Верхньокам'янський          | Сколівський район  | 49°2′0″ пн. ш. 23°34′17″ сх. д. / 49.03333° пн. ш. 23.57139° сх. д.             | 3,5 м   | На річці Кам'янка (притока Опору). Легкодоступний. |            |
| Крушельницький              | Сколівський район  | 49°06′01.08″ пн. ш. 23°25′22.56″ сх. д. / 49.1003000° пн. ш. 23.4229333° сх. д. | 3 м     | На річці Крушельниця (притока Стрию). Легкодоступний, маловідомий.                                                                                            |            |
| Лазний                      | Дрогобицький район | 49°8′54″ пн. ш. 23°20′26″ сх. д. / 49.14833° пн. ш. 23.34056° сх. д.            | 10,5 м  | На потоці Лазний (притока Стрию). Легкодоступний, маловідомий.                                                                                                |            |
| Підступи                    | Стрийський район   | 49°00′39.36″ пн. ш. 23°34′27.12″ сх. д. / 49.0109333° пн. ш. 23.5742000° сх. д. | 2 м     | На струмку Брищиця (ліва притока р. Кам'янка) в с. Кам'янка. Легкодоступний, маловідомий.                                                                     |            |
| Підступи верхній            | Стрийський район   | 49°00′27.55″ пн. ш. 23°33′52.2″ сх. д. / 49.0076528° пн. ш. 23.564500° сх. д.   | 3,5-4 м | Двокаскадний. Розташований вище (850 м) водоспаду Підступи на струмку Брищиця (ліва притока р. Кам'янка) на околиці с. Кам'янка. Легкодоступний, маловідомий. |            |
| Підступи Середній           | Стрийський район   | 49°00′26.97″ пн. ш. 23°33′55.68″ сх. д. / 49.0074917° пн. ш. 23.5654667° сх. д. | 5 м     | Розташований нижче (30 м) водоспаду Підступи Верхній на струмку Брищиця (ліва притока р. Кам'янка) на околиці с. Кам'янка. Легкодоступний, маловідомий.       |            |
| Сопіт (Сопітський)          | Сколівський район  | 49°07′59.0″ пн. ш. 23°22′42.8″ сх. д. / 49.133056° пн. ш. 23.378556° сх. д.     | 8 м     | На безіменній лівій притоці потоку Сопіт (Сопотянка). Легкодоступний, маловідомий.                                                                            |            |